# П'ятковський Євген Андрійович
Євген Андрійович П'ятковський (рос. Евгений Андреевич Пятковский; нар. 1933) — радянський футболіст, нападник.

## Життєпис
Народився 1933 року. Грав у футбол на позиції нападника. Розпочав кар'єру 1949 року в тираспольському «Спартаку», за який виступав протягом трьох сезонів.
У 1952 році перейшов до кишинівського «Буревісника», який виступав у класі «Б», провів 11 матчів, забив 1 м'яч. У сезоні 1953 років виходив на поле 18 разів, відзначився 1-м голом.
1954 року виступав за одеський ОБО. 1956 року увійшов до заявки московського ЦБЧА, але не провів жодного матчу в чемпіонаті СРСР. Забив 1 м'яч за дубль армійців.
1958 року виступав за кишинівську «Молдову». У її складі провів єдиний у кар'єрі матч в еліті радянського футболу класу «А».
1959 року грав у класі «Б» за одеський «Чорноморець», провів 3 матчі. У 1960 році захищав кольори криворізького «Авангарду», зіграв 2 матчі у класі «Б», забив 1 м'яч.